# Makrocytär anemi
Makrocytär anemi är en beskrivande term för anemier där de röda blodkropparna har större storlek än normalt. Detta konstateras genom att värdet på medelcellvolymen (MCV) är högre än 100 fL (varierar något mellan olika laboratorier).

## Orsaker
Orsaker kan bland annat vara:
- Megaloblastisk anemi (inklusive perniciös anemi), det vill säga vitamin B12- och/eller folsyrabrist
- Alkoholism